# Lijst van ex-WWE'ers (N-R)
Dit is een lijst van ex-WWE'ers met de beginletters N tot en met R.
De huidige werknemers van WWE staan hier niet bij.

## Alumni (N-R)

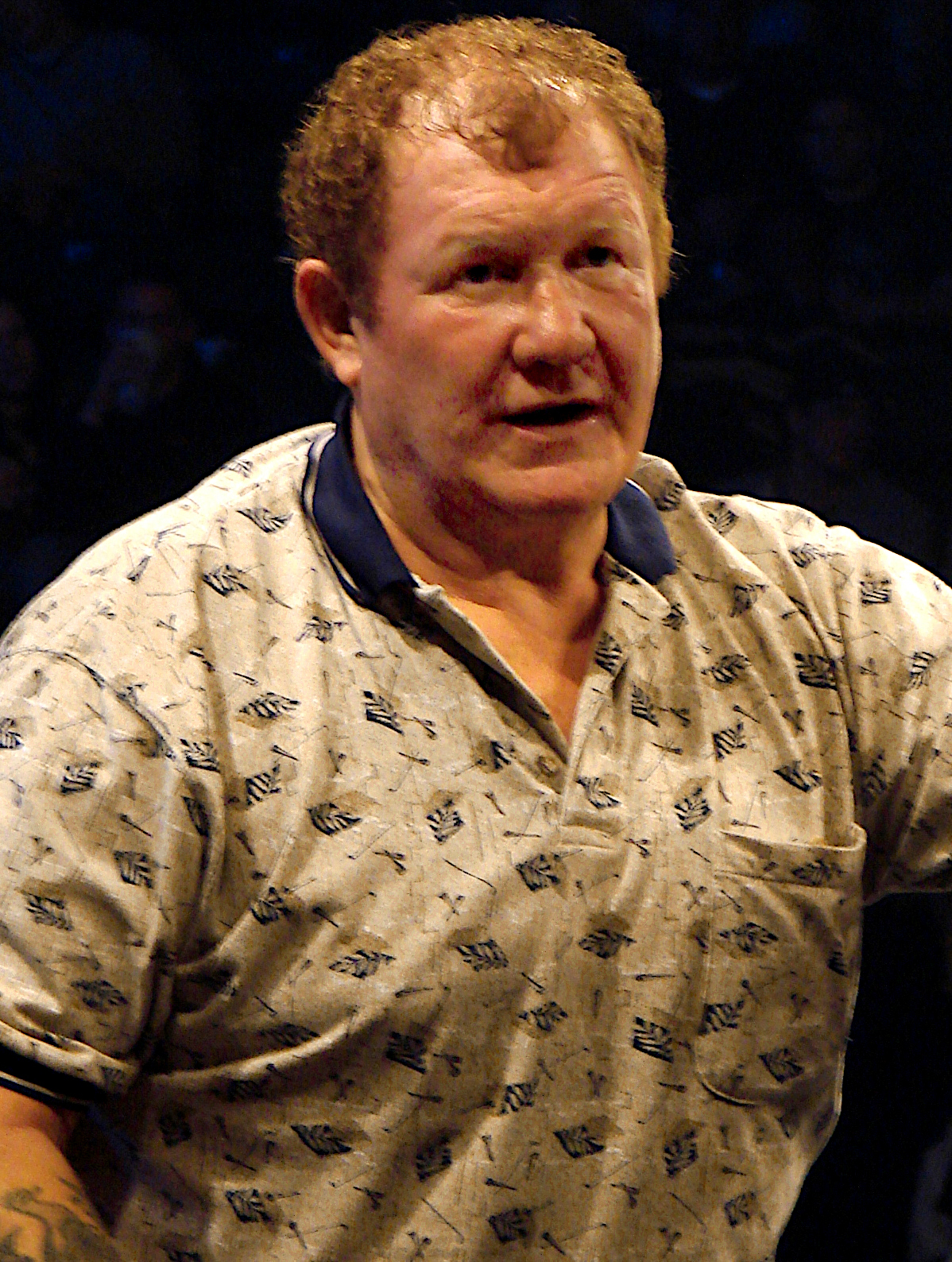
WWE Hall of Famer Harley Race.

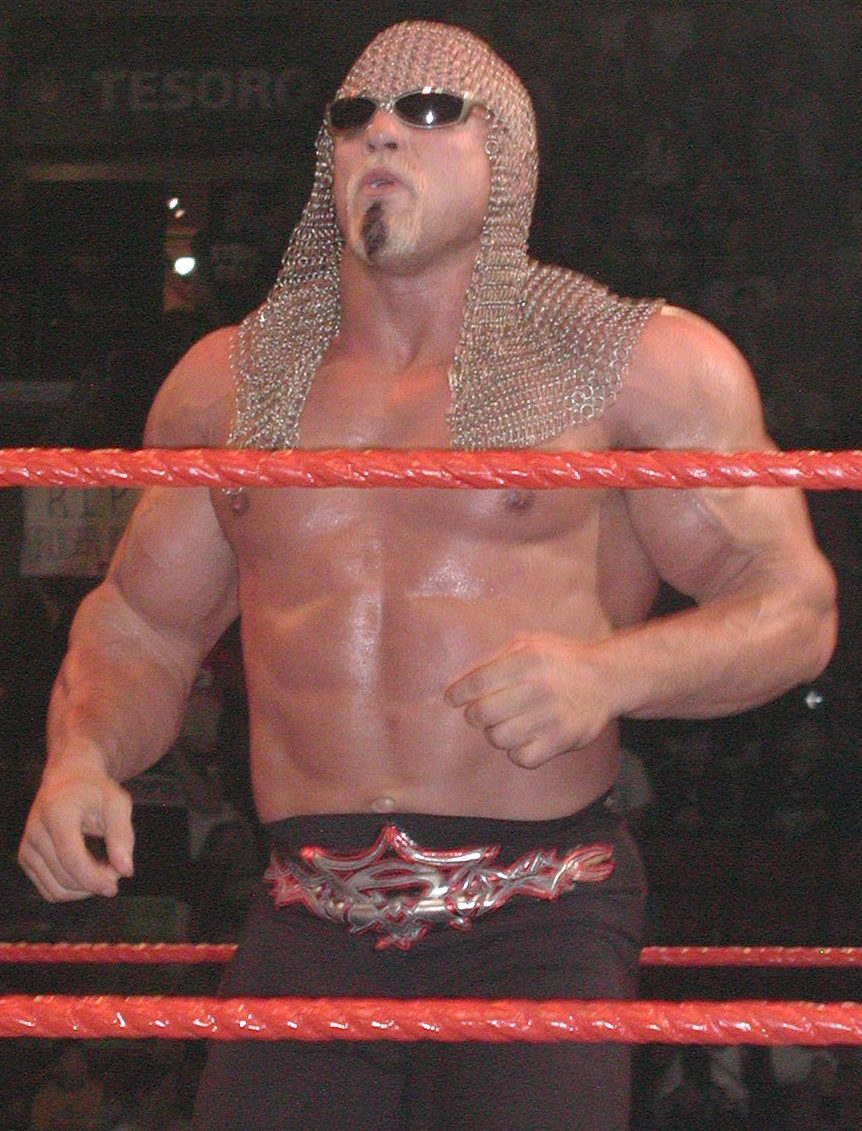
Scott Rechsteiner, beter bekend als Scott Steiner.

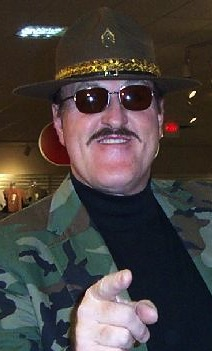
Robert Remus, beter bekend als Sgt. Slaughter.

### N
| Naam                 | Ring na(a)m(en)              | Datum(s)                 |
| -------------------- | ---------------------------- | ------------------------ |
| Keiko Nakano         | Bull Nakano                  | 1994-1995                |
| Kevin Nash           | Diesel Kevin Nash            | 1993-1996 2002-2003 2011 |
| Chigusa Nagayo       | Chigusa Nagayo               | 1986                     |
| Jim Neidhart         | Jim "The Anvil" Neidhart Who | 1985-1992 1994-1997      |
| John Nord            | The Berzeker The Viking      | 1991-1993                |
| Anthony Norris       | Ahmed Johnson                | 1995-1998                |
| Christopher Nowinski | Christopher Nowinski         | 2001-2003                |

### O
| Naam           | Ring na(a)m(en)               | Datum(s)            |
| -------------- | ----------------------------- | ------------------- |
| Sean O'Haire   | Sean O'Haire                  | 2001-2004           |
| Paul Orndorff  | "Mr. Wonderful" Paul Orndorff | 1984-1988           |
| Barry Orton    | Barry O                       | 1985-1987 1990-1991 |
| Bob Orton Jr.  | Bob Orton                     | 1982-1987 2005      |
| Matt Osborne   | Doink the Clown Matt Borne    | 1985-1986 1993      |
| Vickie Otis    | Princess Victoria             | 1982-1984           |
| Takeo Otsuka   | Mens Teioh                    | 1998                |
| Fred Ottman    | Tugboat Typhoon               | 1989-1994           |
| Carl Ouellet   | Jean Pierre LaFitte Pierre    | 1993-1995 1998      |
| Maryse Ouellet | Maryse                        | 2006-2011           |
| Masashi Ozawa  | Killer Kahn                   | 1981-1982           |

### P
| Naam               | Ring na(a)m(en)                        | Datum(s)                           |
| ------------------ | -------------------------------------- | ---------------------------------- |
| Chris Pallies      | King Kong Bundy                        | 1981 1985-1988 1994-1995           |
| Charles Palumbo    | Chuck Palumbo Chuck                    | 2001-2004 2006-2008                |
| Ken Patera         | Ken Patera                             | 1977-1980 1984-1988                |
| Jayson Paul        | The Neighborhoodie JTG                 | 2006-2007 2008-2014                |
| Kristopher Pavone  | Caylen Croft                           | 2003-2006 2009-2010                |
| Al Perez           | Al Perez                               | 1989-1990                          |
| Eric Pérez         | Eric Escobar                           | 2006-2010                          |
| Karlee Perez       | Maxine                                 | 2010-2012                          |
| Melina Perez       | Melina                                 | 2005-2011                          |
| Miguel Pérez jr.   | Miguel Perez                           | 1997-1999                          |
| Oreal Perras       | Ivan Koloff                            | 1969-1971 1975-1979 1983           |
| Josip Peruzović    | Nikolai Volkoff                        | 1970-1971 1974 1976-1979 1984-1990 |
| Dean Peters        | Battle Kat Brady Boone                 | 1987-1990                          |
| Darryl Peterson    | Man Mountain Rock                      | 1988-1989 1995                     |
| Desiree Petersen   | Desiree Petersen                       | 1984-1985 1988                     |
| Todd Pettengill    | Todd Pettengill                        | 1993-1997                          |
| Theodore Petty     | Rocco Rock                             | 1999                               |
| Lawrence Pfohl     | Lex Luger The Narcissist               | 1993-1995                          |
| Brian Pillman      | Brian Pillman                          | 1996-1997                          |
| Terri Poch         | Tori                                   | 1999-2000                          |
| Lanny Poffo        | The Genius "Leaping" Lanny Poffo       | 1985-1992                          |
| Randall Poffo      | "Macho Man" Randy Savage               | 1985-1994                          |
| Luc Poirier        | Sniper                                 | 1997-1998                          |
| Peter Polaco       | Aldo Montoya Justin Credible PJ Walker | 1993-1997 2002-2003 2006           |
| Mike Polchlopek    | Bart Gunn Bodacious Bart               | 1993-1999                          |
| Alex Porteau       | Alex "The Pug" Porteau                 | 1996-1997                          |
| Bruce Prichard     | Brother Love Reo Rodgers The Wizard    | 1986-1991 1993-2008                |
| Freddie Prinze jr. | Freddie Prinze jr.                     | 2008-2009                          |
| Oleg Prudius       | Vladimir Kozlov                        | 2006-2011                          |
| Dawn Marie Psaltis | Dawn Marie                             | 2002-2005                          |
| Daniel Puder       | Daniel Puder                           | 2004-2005                          |
| Antonio Pugliese   | Tony Parisi                            | 1966-1969 1974-1976 1982-1986      |

### Q
| Naam             | Ring na(a)m(en)             | Datum(s)  |
| ---------------- | --------------------------- | --------- |
| Gary Quartanelli | The Italian Stallion        | 1994-1995 |
| John Quinn       | Virgil the Kentucky Butcher | 1968      |

### R
| Naam                  | Ring na(a)m(en)                           | Datum(s)                      |
| --------------------- | ----------------------------------------- | ----------------------------- |
| Harley Race           | "Handsome" Harley Race "King" Harley Race | 1986-1989                     |
| Manuel Ramos          | Apache Bull Ramos                         | jaren 1960                    |
| James Raschke         | The Baron                                 | 1977 1987-1988                |
| Živilė Raudonienė     | Olga Aksana                               | 2009-2014                     |
| Jonathan Rechner      | Balls Mahoney Xanta Klaus                 | 1992-1995 2005-2007           |
| Robert Rechsteiner    | Rick Steiner                              | 1992-1994                     |
| Scott Rechsteiner     | Scott Steiner                             | 1992-1994 2002-2004           |
| Bruce Reed            | "The Natural" Butch Reed                  | 1986-1988                     |
| James Reiher          | "Superfly" Jimmy Snuka                    | 1982-1985 1989-1992           |
| James Reiher jr.      | Deuce Sim Snuka                           | 2005-2009                     |
| Robert Remus          | Sgt. Slaughter                            | 1990-1994                     |
| Jason Reso            | Christian Cage Captain Charisma Christian | 1998-2015                     |
| Jack Reynolds         | Jack Reynolds                             | jaren 1980                    |
| James Richland        | Jimmy Del Ray                             | 1993-1995                     |
| Wendi Richter         | Wendi Richter                             | 1982 1983-1984                |
| Harry Del Rios        | Phantasio                                 | 1993 1995 1997                |
| Sylvester Ritter      | Junkyard Dog                              | 1984-1988                     |
| Juan Rivera           | Kwang Savio Vega                          | 1994-1998                     |
| Victor Rivera         | Victor Rivera                             | 1968-1976 1978-1979 1982-1984 |
| Dewey Robertson       | The Missing Link                          | 1978 1985                     |
| Guadalupe Robledo     | Jose Lothario                             | 1996                          |
| Antonino Rocca        | Antonino Rocca                            | 1957                          |
| Daniel Rodimer        | Dan Rodman                                | 2006-2007                     |
| Aaron Rodríguez       | Mil Máscaras                              | 1977-1978 1981 1983-1984      |
| Johnny Rodz           | Johnny Rodz                               | 1965-1985                     |
| Herman Rohde jr.      | "Nature Boy" Buddy Rogers                 | 1960-1963                     |
| Todd Romero           | Steve Romero                              | 2004-2007                     |
| Richard Rood          | "Ravishing" Rick Rude                     | 1987-1990                     |
| Buddy Rose            | "Playboy" Buddy Rose                      | 1982-1985 1990-1991           |
| John Roselli          | Romeo                                     | 2005-2006                     |
| Jacques Rougeau jr.   | The Mountie                               | 1984-1994                     |
| Raymond Rougeau       | Raymond Rougeau                           | 1985-1998                     |
| André Rousimoff       | André the Giant The Giant Machine         | 1973-1990                     |
| Francisco Islas Rueda | Super Crazy                               | 2005-2008                     |
| Terri Runnels         | Marlena Terri Runnels                     | 1999-2003                     |
| Vince Russo           | Vince Russo                               | 2000                          |
| Glen Ruth             | Thrasher                                  | 1990-1993 1995-2000           |